# Brassó megye természetvédelmi területeinek listája
Brassó megye természetvédelmi területeinek listája azokat a természetvédelmi területeket tartalmazza, amelyek a romániai Brassó megyében találhatóak, és országos jelentőségűnek minősülnek az 5/2000 számú törvény értelmében.
| Kód       | Kép | Magyar elnevezés                                             | Román elnevezés                              | Helység                           | IUCN- kategória | Típus                       | Terület (ha) |
| --------- | --- | ------------------------------------------------------------ | -------------------------------------------- | --------------------------------- | --------------- | --------------------------- | ------------ |
| RONPA0251 |     | Bucsecs (Bucșoiu-Mălăești-Gaura-szakadék)                    | Bucegi (Abruptul Bucșoiu, Mălăești, Gaura)   | Törcsvár, Barcarozsnyó, Alsómoécs | IV              | vegyes                      | 113          |
| RONPA0252 |     | Strunga-hegy kövület-lelőhely                                | Locul fosilifer de la Vama Strunga           | Alsómoécs                         | III             | őslénytani                  | 10           |
| RONPA0253 |     | Királykő rezervátum (Zernyesti rezervátum)                   | Masivul Piatra Craiului                      | Zernyest                          | IV              | vegyes                      | 1459         |
| RONPA0254 |     | Zernyesti-szoros                                             | Cheile Zărneștilor (Prăpastiile Zărneștilor) | Alsómoécs                         | III             | geológiai                   | 109,80       |
| RONPA0255 |     | Kőhalmi bazalt-szikla                                        | Stânca bazaltică de la Rupea                 | Kőhalom                           | III             | geológiai                   | 9            |
| RONPA0256 |     | Alsórákosi bazaltoszlopok                                    | Coloanele de bazalt de la Racoș              | Alsórákos                         | III             | geológiai                   | 1,10         |
| RONPA0257 |     | Faragottkői bazaltoszlopok                                   | Coloanele de bazalt de la Piatra Cioplită    | Alsókomána                        | III             | geológiai                   | 1            |
| RONPA0258 |     | Homoródi iszapforrások (iszapvulkánok)                       | Vulcanii Noroioși de la Băile Homorod        | Homoród                           | III             | geológiai                   | 0,10         |
| RONPA0259 |     | Olthévízi bazalt mikrokanyon                                 | Microcanionul în bazalt de la Hoghiz         | Olthévíz                          | III             | geológiai                   | 2            |
| RONPA0260 |     | Datki-szoros természetvédelmi terület                        | Cheile Dopca                                 | Apáca, Olthévíz, Alsórákos        | III             | geológiai és geomorfológiai | 4            |
| RONPA0261 |     | Ürmösi kövület-lelőhely (felső-kréta korú kövületrezervátum) | Locul fosilifer Ormeniș                      | Ürmös                             | III             | őslénytani                  | 2,80         |
| RONPA0262 |     | Karhágó kövület-lelőhely                                     | Locul fosilifer Carhaga                      | Alsórákos                         | III             | őslénytani                  | 1,60         |
| RONPA0263 |     | Pürkereci kövület-lelőhely                                   | Locul fosilifer Purcăreni                    | Pürkerec                          | III             | őslénytani                  | 0,20         |
| RONPA0264 |     | Apácai Medve-barlang                                         | Peștera Bârlogul Ursului                     | Apáca                             | III             | barlangtani                 | 1            |
| RONPA0265 |     | Várvölgyi cseppkőbarlang                                     | Peștera Valea Cetății                        | Barcarozsnyó                      | III             | barlangtani                 | 1            |
| RONPA0266 |     | Pesterai Denevérek barlangja                                 | Peștera Liliecilor (Rucăr-Bran)              | Pestera, Alsómoécs                | III             | barlangtani                 | 4,78         |
| RONPA0267 |     | Vádi nárciszmező                                             | Poienile cu narcise din Dumbrava Vadului     | Vád                               | IV              | botanikai                   | 394,90       |
| RONPA0268 |     | Lempes, Várhegy vagy Szentpéteri hegy                        | Dealul Cetății Lempeș                        | Barcaszentpéter                   | IV              | botanikai                   | 275,40       |
| RONPA0269 |     | Szászhermányi-láp természetvédelmi terület                   | Mlaștina Hărman                              | Szászhermány                      | IV              | botanikai                   | 2            |
| RONPA0270 |     | Keresztényhavas természetvédelmi terület                     | Munții Postăvarul                            | Brassó, Predeal, Barcarozsnyó     | IV              | vegyes                      | 1025,50      |
| RONPA0271 |     | Turzon-kanyar természetvédelmi terület                       | Cotul Turzunului                             | Olthévíz                          | IV              | botanikai és madártani      | 0,20         |
| RONPA0272 |     | Cenk természetvédelmi terület                                | Muntele Tâmpa                                | Brassó                            | IV              | vegyes                      | 150          |
| RONPA0273 |     | Nagy-függő-kő vagy Nagy-tölgyes természetvédelmi terület     | Stejerișul Mare (Colții Corbului Mare)       | Brassó                            | IV              | botanikai                   | 16,30        |
| RONPA0274 |     | Bogáti-erdő természetvédelmi terület                         | Pădurea Bogății                              | Apáca, Olthévíz, Szászmagyarós    | IV              | vegyes                      | 6329         |
| RONPA0275 |     | Prázsmári-erdő és lápos területek                            | Pădurea și mlaștinile eutrofe de la Prejmer  | Prázsmár                          | IV              | botanikai                   | 258          |
| RONPA0862 |     | Holbáki rezervátum                                           | Rezervația Holbav                            | Holbák                            | IV              | geológiai és őslénytani     | 4,10         |
| RONPA0863 |     | Alsókománai-barlang                                          | Peștera Comăna                               | Alsókomána                        | IV              | barlangtani                 | 4,10         |
| RONPA0934 |     | Alsórákosi Geológiai Komplexum                               | Complexul Geologic Racoșul de Jos            | Alsórákos                         | IV              | geológiai                   | 95           |
| RORMS0003 |     | Szunyogszéki tó- és halastókomplexum                         | Complexul piscicol Dumbrăvița                | Szunyogszék                       | IV              | madárvédelmi                | 414          |
| VI.11     |     | Szászveresmarti halastavak                                   | Bălțile piscicole Rotbav                     | Szászveresmart                    | IV              | madárvédelmi                | 42           |

## Fordítás
Ez a szócikk részben vagy egészben  a   Lista rezervaţiilor naturale din judeţul Brașov című román Wikipédia-szócikk ezen változatának fordításán alapul.  Az eredeti cikk szerkesztőit annak laptörténete sorolja fel. Ez a jelzés csupán a megfogalmazás eredetét és a szerzői jogokat jelzi, nem szolgál a cikkben szereplő információk forrásmegjelöléseként.